# Église et couvent de la Trinité-des-Monts

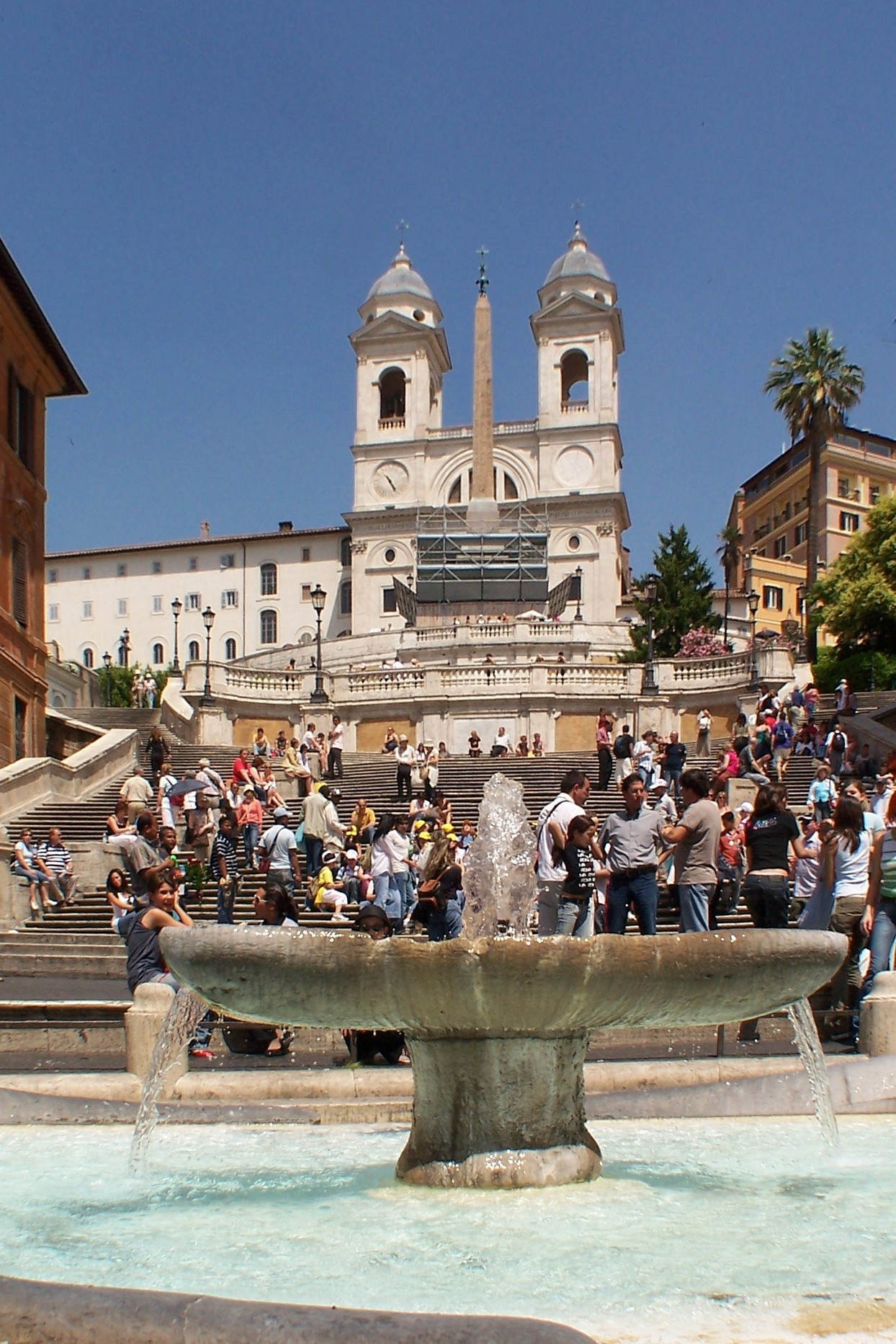
L'église vue de la place d'Espagne.

Pour les articles homonymes, voir Trinité-des-Monts.
L'église de la Sainte-Trinité-des-Monts (en italien : chiesa della Santissima Trinità dei Monti) de Rome, lieu de culte catholique, est l'une des églises nationales françaises de Rome. Elle est située sur le Pincio, au sommet de l'escalier de la Trinité-des-Monts dominant la place d'Espagne et possède une façade mondialement connue avec ses deux clochers symétriques datant de 1495. Devant cette élévation se dresse un obélisque qui provient des jardins de Salluste et comporte de pseudo-hiéroglyphes gravés par les artisans romains, à l'imitation de l'obélisque d'Auguste du Circus Maximus : il semblerait toutefois que le bloc de pierre soit bien, lui, d'origine égyptienne.
L'église, confiée à la Communauté de l'Emmanuel, officie également en français et fait partie des cinq églises catholiques francophones de Rome, avec Saint-Louis-des-Français, Saint-Nicolas-des-Lorrains, Saint-Yves-des-Bretons et Saints-Claude-et-André-des-Bourguignon.

## Histoire
En 1494, le roi de France Charles VIII achète quatre hectares de l'ancienne villa de Lucullus au prix de 347 écus pour loger les religieux français de l'Ordre des Minimes, en reconnaissance de l'assistance de saint François de Paule venu à Plessis-lez-Tours essayer de guérir son père Louis XI. Les travaux de la première partie de l'église commencent probablement en 1502, sous le règne du successeur de Charles, Louis XII, et durent la majeure partie du siècle. L'église s'appelle à l'origine « Trinità del Monte », en référence probable à la colline du Pincio sur laquelle elle se dresse. La première partie de l'église, de style gothique, est conçue par les architectes Annibale Lippi et Gregorio Caronica, et est construite avec des pierres de la ville française de Narbonne.
À la suite des dommages causés par le sac de Rome en 1527, il est décidé de restaurer et d'agrandir l'ensemble du complexe grâce à l'achat du terrain environnant. À la suite du conclave de 1549-1550, des cardinaux français financent les travaux d'extension. La façade est achevée en 1570, conçue par Giacomo Della Porta et Carlo Maderno, ornée des deux célèbres clochers.
L'église est consacrée en 1585 par le pape Sixte V, qui charge l'architecte Domenico Fontana de construire une rue, que le pontife lui-même nomme via Felice, pour relier le quartier du Pincio à la basilique Sainte-Marie-Majeure. Cependant, les fouilles nécessaires à la construction de la rue créent une grande différence de hauteur avec l'entrée principale de l'église, c'est pourquoi Fontana planifie la construction de l'escalier monumental à deux volées qui garantit encore aujourd'hui l'accès au bâtiment.
C'est en cette église, qu'en 1544, saint Philippe Néri connut une expérience mystique  - qu'il nomma sa "Pentecôte personnelle" - expérience qui le mena au sacerdoce et à la fondation de la Congrégation de l'Oratoire.

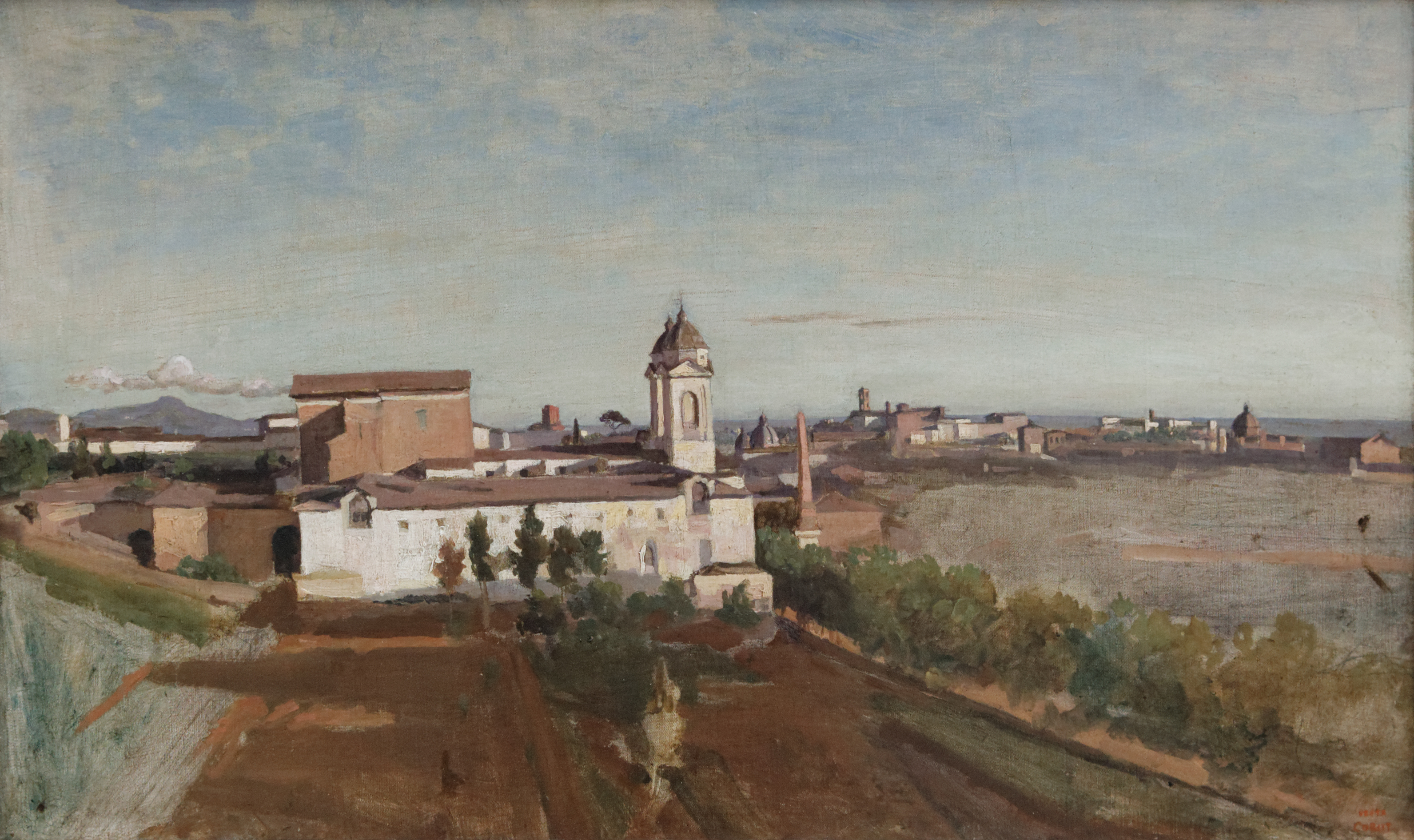
La Trinité-des-Monts
Camille Corot, 1826-1828
Musée du Louvre, Paris

L'Ordre des Minimes s'y établit jusqu'en 1828, avec une interruption pendant la Révolution et l'Empire, avant d'être remplacé par les religieuses du Sacré-Cœur. L'institut des Dames du Sacré-Cœur à la Trinité-des-Monts était un des établissements de jeunes filles parmi les plus prestigieux d'Europe pendant la majeure partie du XXe siècle, où l'enseignement entièrement en français était d'excellence, ainsi que l'instruction chrétienne. Elles ferment l'établissement (devenu mixte) en 2006 et sont remplacées par les Fraternités de Jérusalem jusqu'en 2016.
L'église, longtemps abandonnée à la suite de l'écroulement d'une partie de la voûte, avait été rétablie et restaurée en 1816 sur ordre du roi  Louis XVIII, grâce au comte de Blacas, alors ambassadeur de France près le Saint-Siège, par des artistes français sous la direction de l'architecte François Mazois. Cette église, comme celle de l'ensemble consacré à « Saint-Louis des Français », appartient aux « Pieux Établissements de la France et Lorette ». À ce titre, la gestion et l'entretien de cet édifice sont à la charge de l'État français.
Le peintre Camille Corot la représente en 1826-1828 dans un tableau conservé au Louvre.
Dans les anciens Jardins de Lucullus, une maison d’accueil ouverte en 1975 reçoit les touristes et pèlerins francophones.
Le 25 juillet 2016, des accords sont signés à Rome entre le Saint-Siège et la République française pour confier à la Communauté de l'Emmanuel la gestion du domaine de la Trinité-des-Monts.

## Description

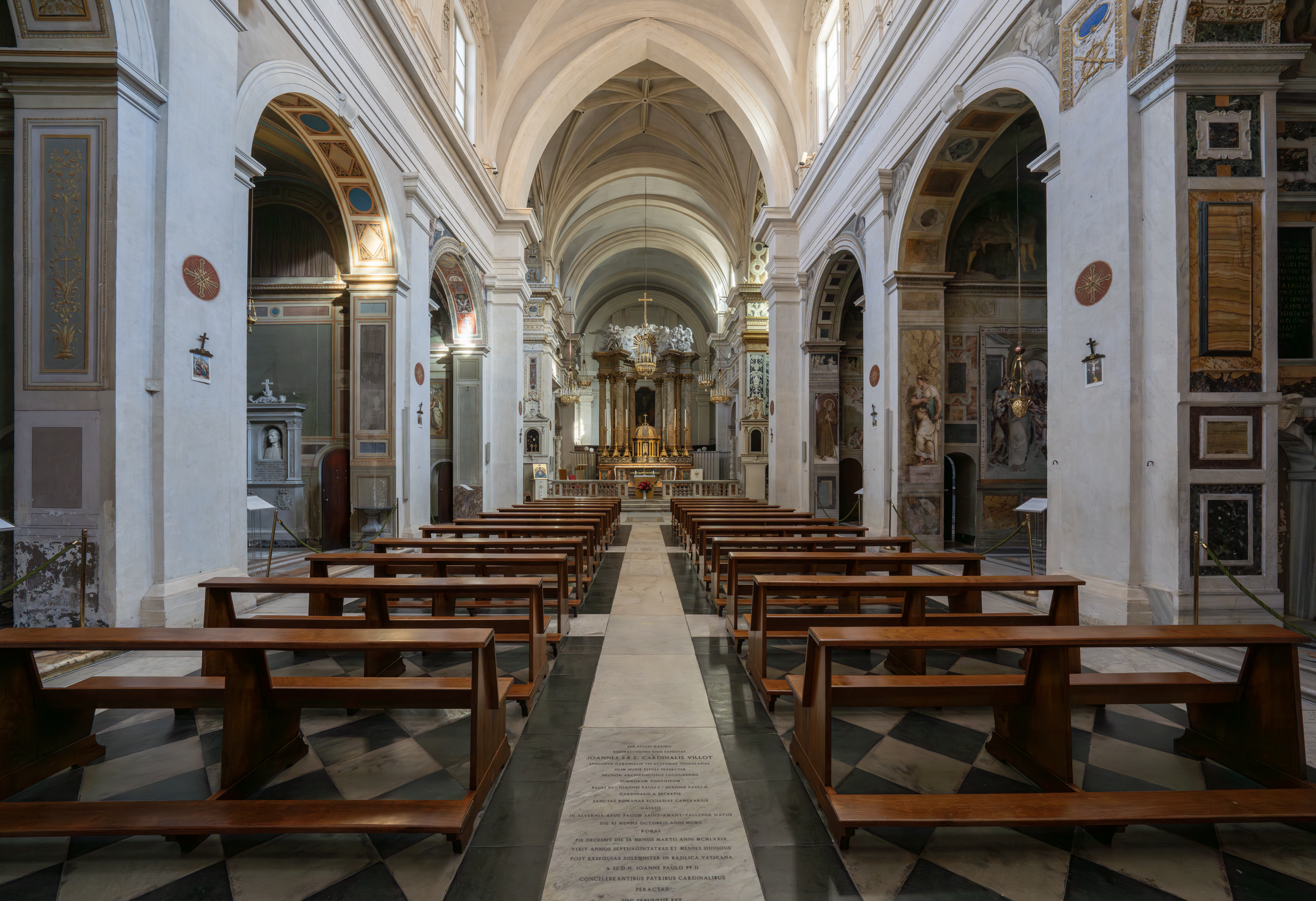
Intérieur.

Le complexe de la Trinité-des-Monts est divisé en deux bâtiments contigus : le couvent et l'église.
L'église se compose d'une seule nef entourée de six chapelles latérales. La façade, ornée de deux clochers symétriques à coupole octogonale, présente un seul ordre de pilastres, fermé par un attique à lunette centrale. La voûte de la croisée (l'une des premières parties de l'édifice à être construite) est de style gothique tardif français, avec des croisées d'ogives entrelacées, le seul exemple de ce style à Rome. Sur les deux clochers se trouvent une horloge et un cadran solaire qui indiqueraient respectivement les heures de Rome et de Paris.

### Chapelles de droite
La première chapelle à droite, la chapelle Altoviti, est décorée d'un cycle de fresques sur les Histoires de saint Jean-Baptiste de Giovanni Battista Naldini, également auteur du retable avec le Baptême du Christ. La seconde n'a pas de décorations remarquables, tandis que la troisième, la chapelle Lucrezia della Rovere, conserve un remarquable cycle de fresques de Daniele da Volterra et de ses collaborateurs. Selon Vasari, l'artiste a réalisé tous les dessins, tandis que la plupart de la réalisation a été confiée à des élèves, dont beaucoup sont devenus plus tard des artistes d'une certaine profondeur. LAssomption sur le mur du fond (1548-50) et la Présentation de la Vierge sur la droite sont très certainement du maître. Giovanni Paolo Rossetti attribue lAnnonciation (lunette centrale) et la Présentation de Jésus au Temple (lunette gauche) à Volterra, le Massacre des Innocents (mur gauche) et les prophètes sur l'arc (1553-60) à Michele Alberti, la Naissance de la Vierge (mur de droite) à Gaspar Becerra, la voûte et l'arc (scènes bibliques et les Ignudi avec les armes héraldiques des Della Rovere) à Pellegrino Tibaldi et Marco Pino.
Suit la chapelle Orsini, avec un retable de 1817 de Louis Vincent Léon Pallière (Flagellation) et les murs décorés des monuments funéraires du cardinal Rodolfo Pio da Carpi (vers 1567) et Cecilia Orsini (1575), épouse d'Alberto III Pio de Savoie, tous deux de Leonardo Sormani. Le même artiste est l'auteur, avec Prospero Antichi, des stucs de la voûte, qui encadrent les Récits de la Passion du Christ de Paris Nogari (avant 1575). Nogari a également décoré de fresques les lunettes avec la Flagellation, le Chemin au Calvaire, les Prophètes et les anges avec la couronne d'épines (mur d'autel).
Les deux chapelles suivantes sont ornées de fresques de cycles d'un intérêt considérable, mais le nom de l'auteur n'a pas encore été retrouvé. La cinquième chapelle, consacrée au chanoine de Besançon Pierre Marciac, est de Guillaume Bonoyseau, un artiste francais ; la sixième a été décorée par un artiste probablement ombrien, proche de Pinturicchio.

### Chapelles de gauche
Dans l'une des premières chapelles à gauche, Daniele da Volterra a laissé un célèbre cycle de fresques en 1541, dont une belle Déposition, unanimement considérée comme l'un des sommets du maniérisme. La huitième chapelle à droite (la chapelle Massimo) conserve un beau cycle de fresques de Perin del Vaga (Histoires de l'Ancien et du Nouveau Testament ; 1537), achevé entre 1563 et 1589 par Taddeo et Federico Zuccari. Le Baptême du Christ et les fresques de la chapelle San Giovanni Battista sont de Giovanni Battista Naldini (1580). À l'origine l'église conservait également un retable de Jean-Auguste-Dominique Ingres.

### Couvent et environs

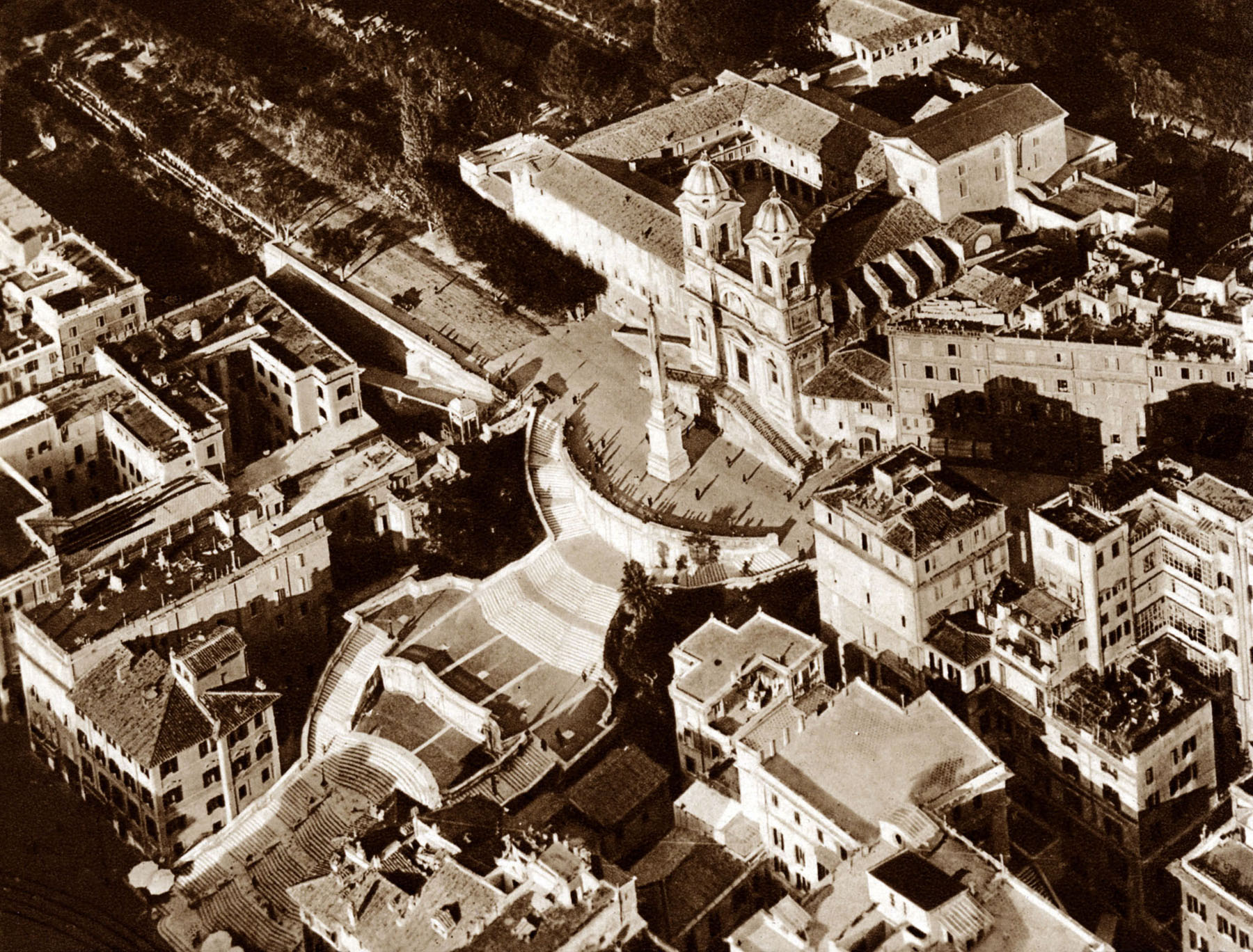
Photo aérienne du complexe en 1938.

Dans le couvent, la Galleria prospettica est décorée de fresques d'Andrea Pozzo avec un exemple singulier d' anamorphose peint en 1642 par Emmanuel Maignan représentant saint François de Paule. La Salle des ruines, de la fin du XVIIIe siècle, avec des fresques dont la sensibilité était autrefois fille du romantisme, œuvre du français Charles-Louis Clérisseau, artiste qui finira ses jours à Saint-Pétersbourg, à la cour des tsars. Un deuxième tableau anamorphique peint par Jean François Niceron en 1642 représentant Saint Jean écrivant l'apocalypse, achevé par Emmanuel Maignan, se trouve aussi dans le couvent. Dans l'un des couloirs, un cadran solaire à reflet a été créé par Maignan. La voûte du couloir présente différents agencements (tantôt italiens, tantôt français, etc.) différenciés par leur couleur.
La zone sur laquelle l'église est construite a été achetée par Saint François de Paule pour construire le couvent de l'Ordre des Minimes. Le terrain a été vendu par les nobles vénitiens Barbaro, comme le montre l'acte d'achat, alors que le mythe d'une contribution royale française à sa construction n'est pas documentée.
Les Français prétendent imposer une influence sur la zone de Trinité-des-Monts depuis le XVIe siècle ; au XIXe siècle, l'académie de France à Rome a également été transférée non loin de là, dans la villa Médicis adjacente. Malgré les croyances populaires, le célèbre escalier, inauguré par le pape Benoît XIII en 1725, a été construit par Francesco de Sanctis (achevé en 1726) essentiellement avec des financements privés (héritage du diplomate Etienne Gueffier) et non de la famille régnante de France, pour marquer avec suffisance et splendeur baroque la fin de la ville et le début des jardins.
En 1788, le pape Pie VI fit ériger devant l'église l'obélisque par l'architecte Antinori, l'avant-dernier des grands obélisques érigés dans la Rome papale datant de l'empire romain.
Dans l'une des galeries supérieures du cloître figure la Mater Admirabilis, une fresque de Pauline Perdrau.

## Sépultures de personnages célèbres
Sont enterrés à la Trinité-des-Monts : 
- Le cardinal Rodolfo Pio.
- Le cardinal Jean Du Bellay.
- Le peintre Claude Gellée, dit aussi « Claude Le Lorrain », y fut enterré jusqu'en 1840 puis transféré en l'église de Saint-Louis-des-Français par décision d'Adolphe Thiers.
- Dom Claude Estiennot de la Serrée, procureur général de la Congrégation de Saint-Maur.
- Mathurin Romegas, commandant général des galères de l' Ordre de Saint-Jean de Jérusalem

Les orgues sont l'œuvre du facteur Joseph Merklin.

## Galerie

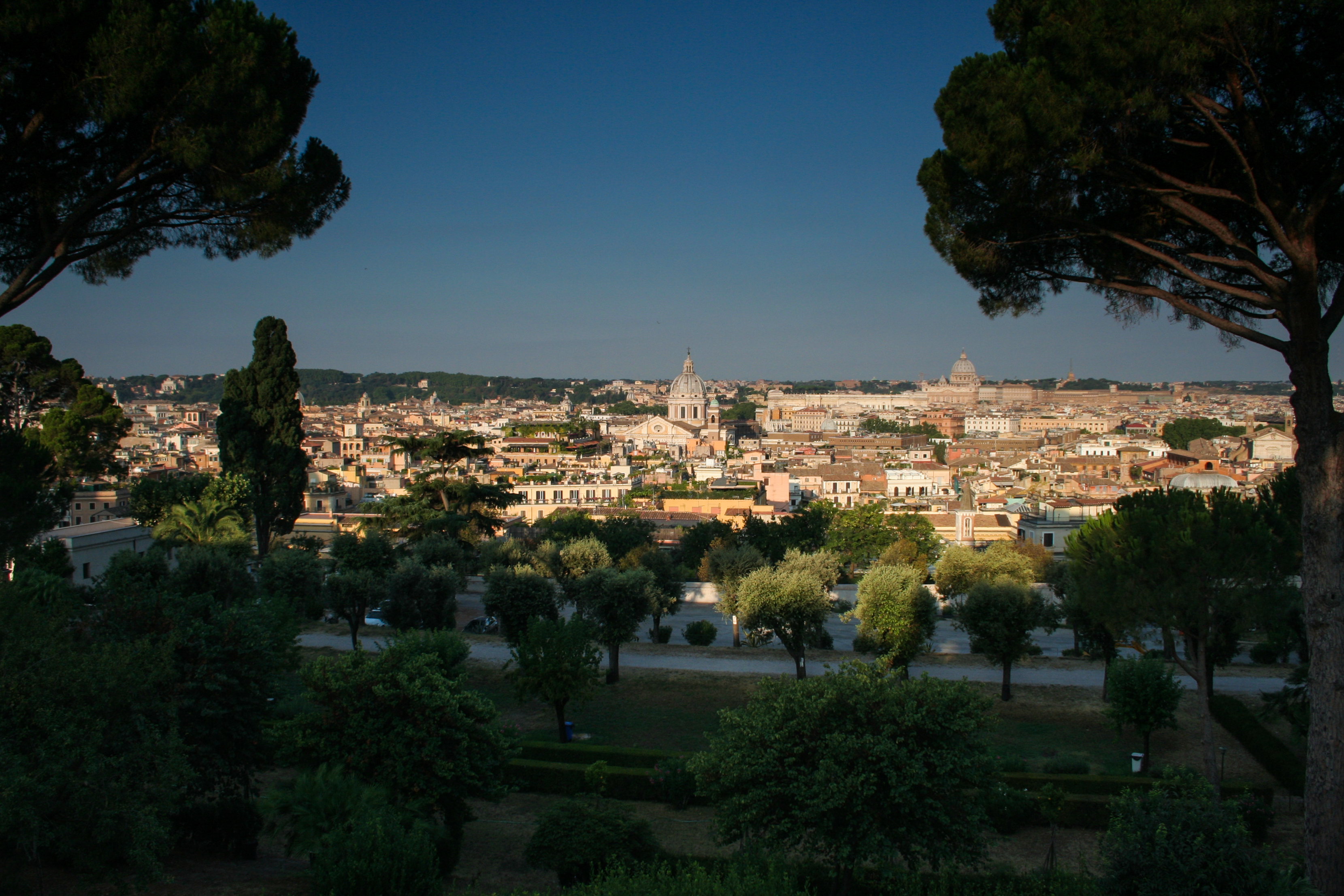
La vue du couvent, une des plus belles vue de Rome.
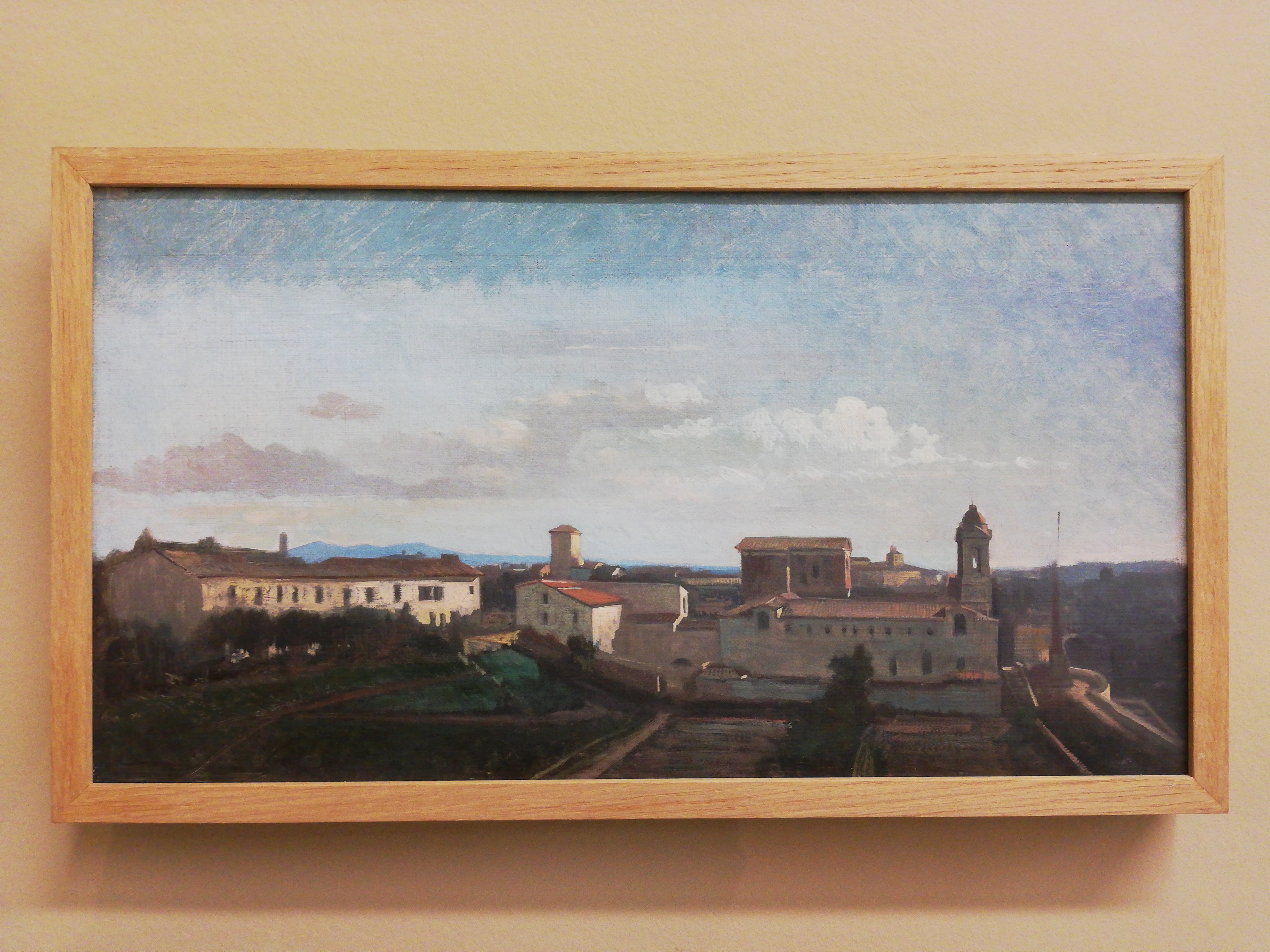
Rome, la Trinité des Monts, Ernest Hébert, Non daté, musée Ernest Hébert.
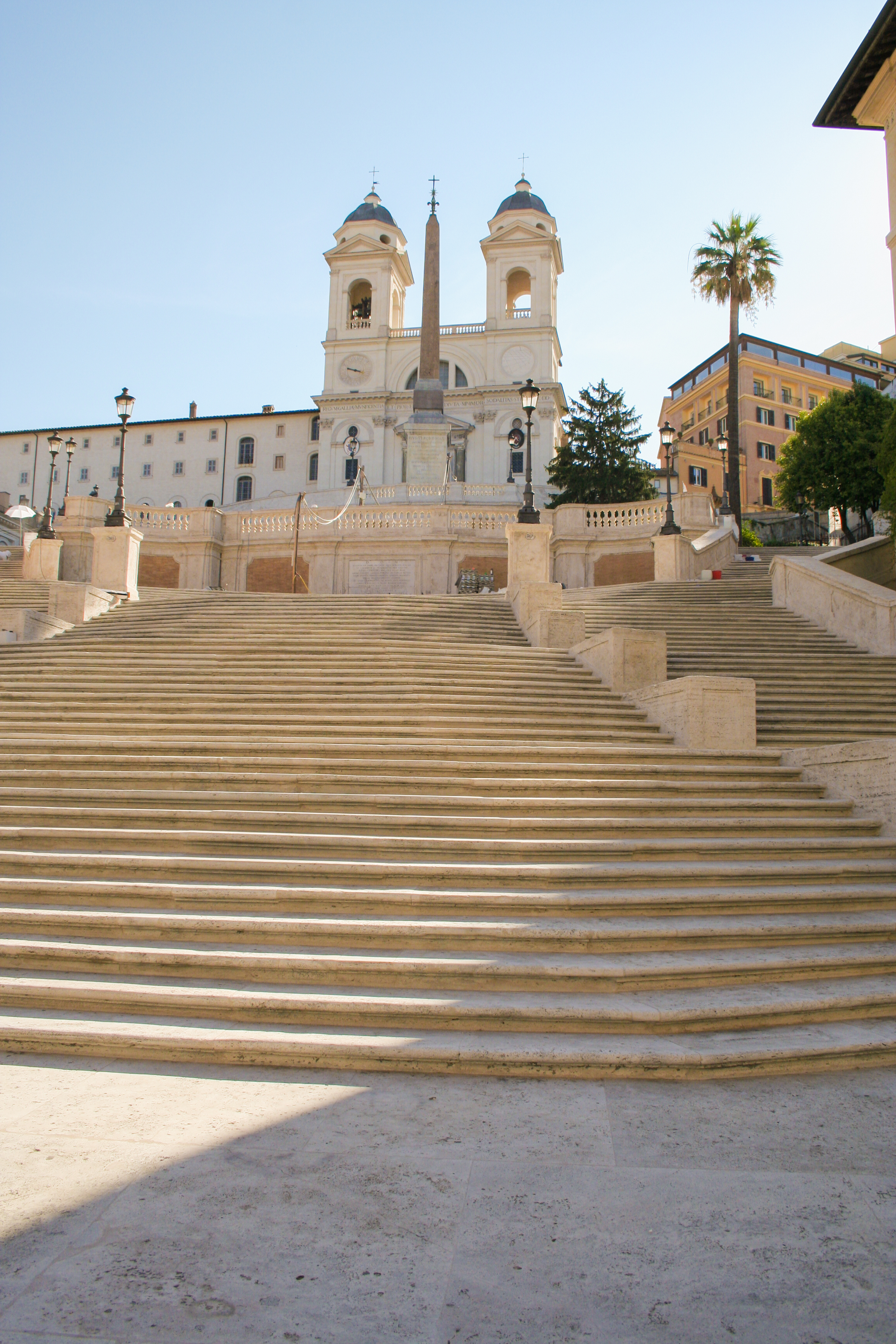
Escalier montant vers l'église.
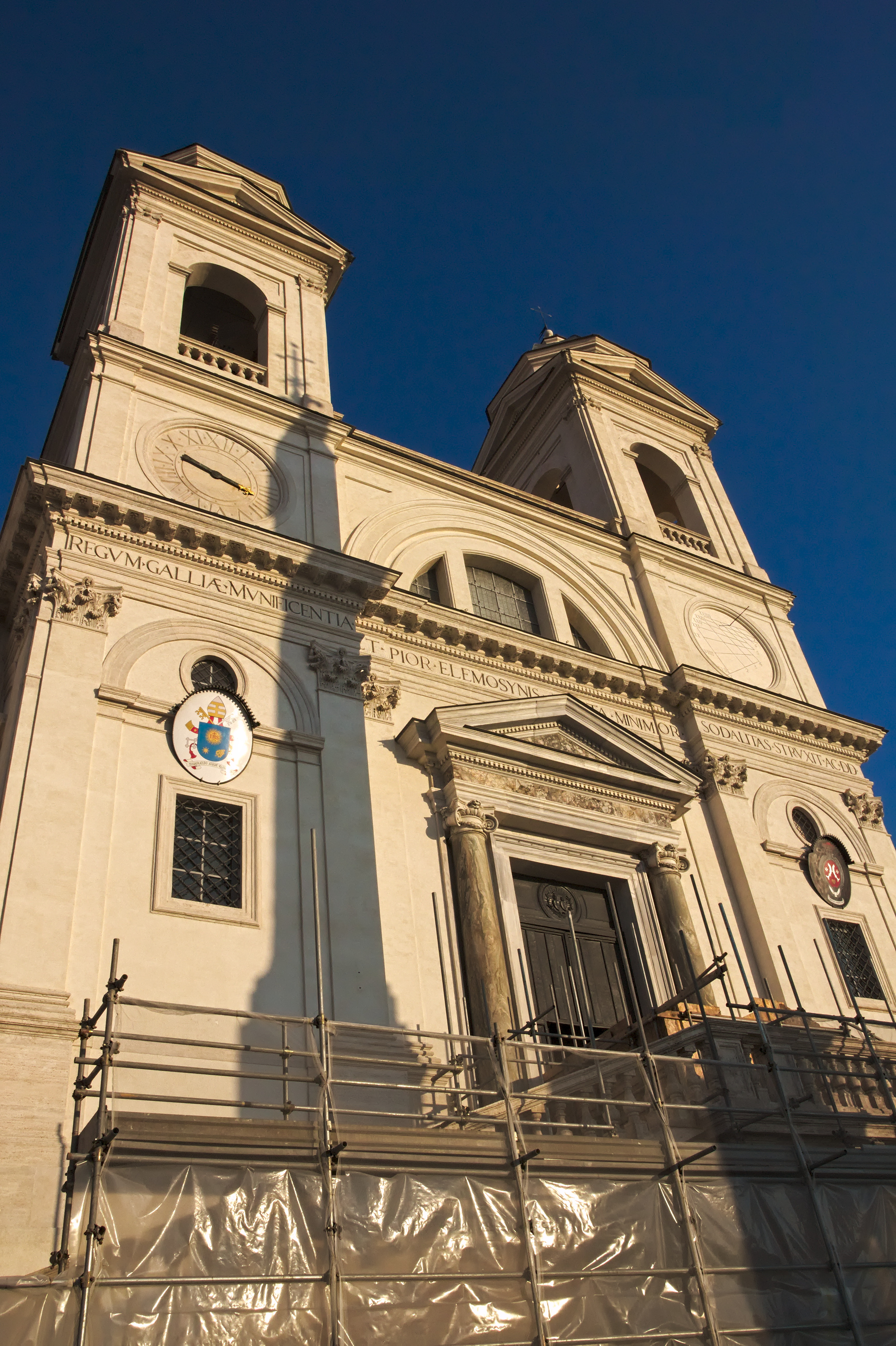
La façade.
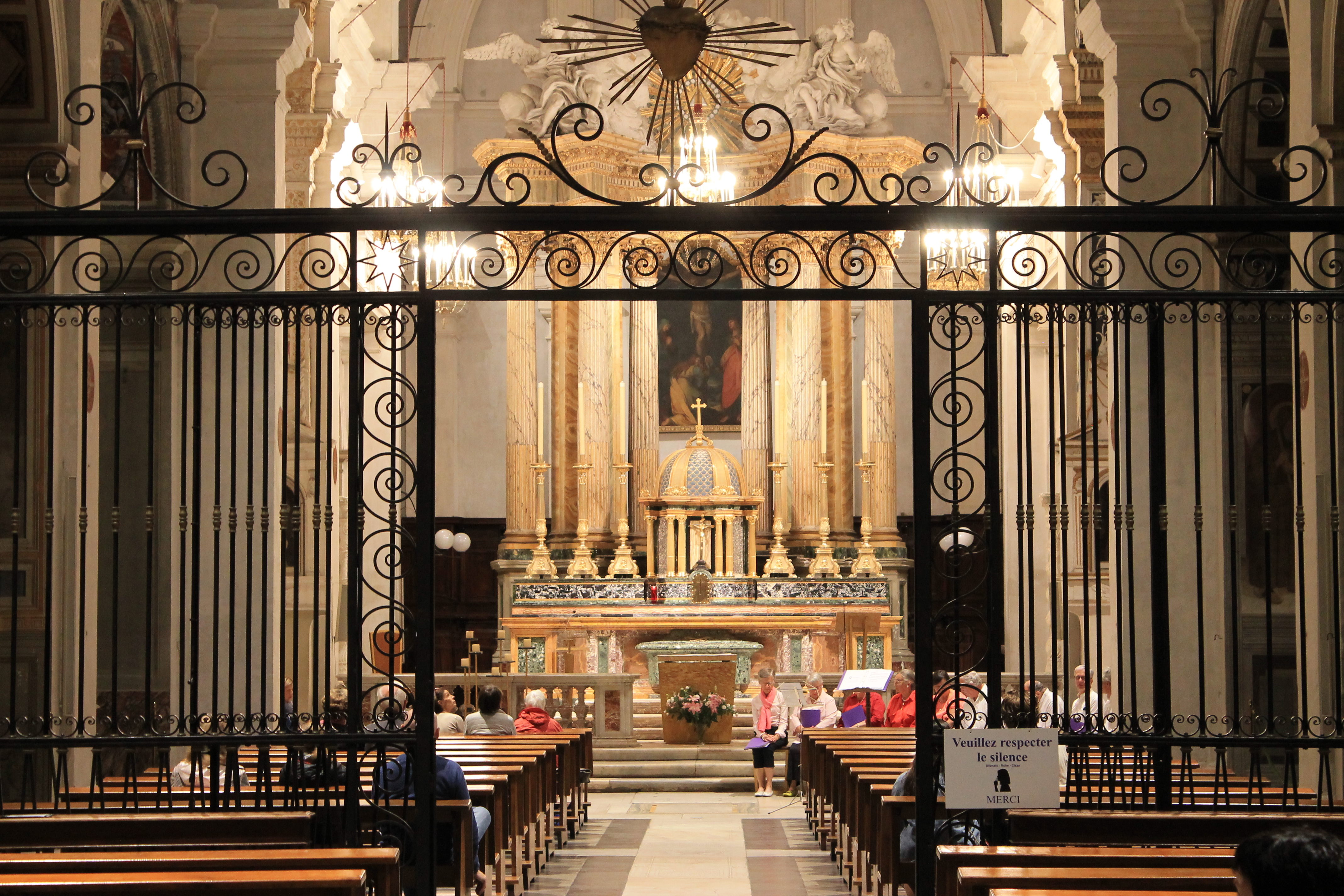
La nef et l'autel.
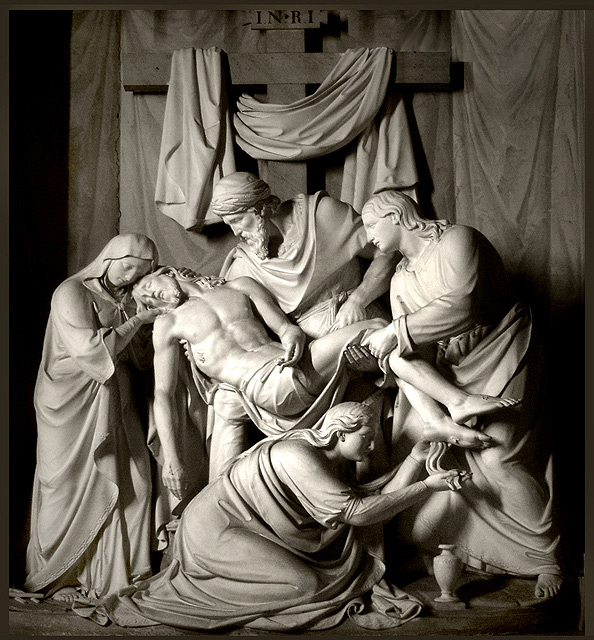
Déposition de Wilhelm Achtermann (de).
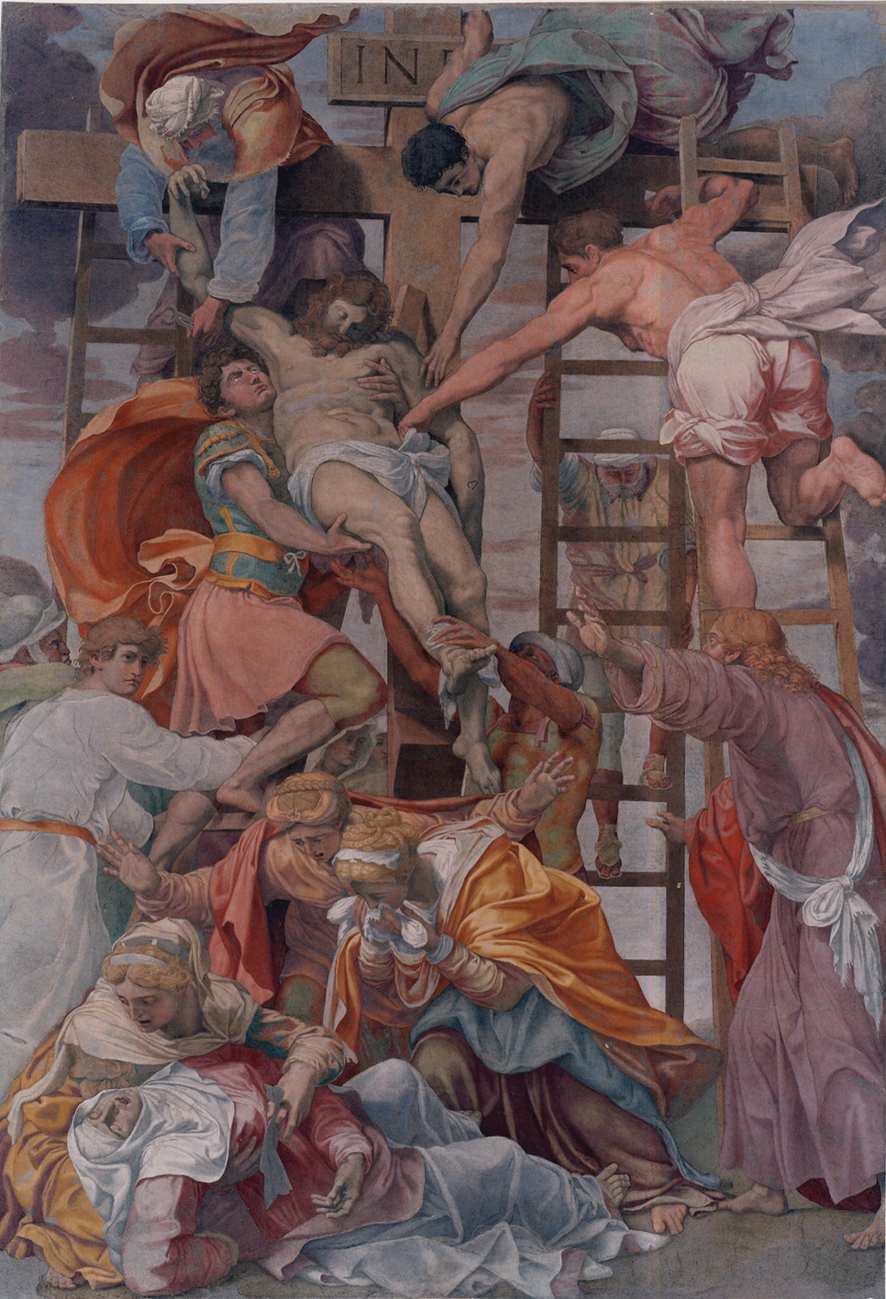
Descente de croix de Daniele da Volterra

## Source
- (it) Cet article est partiellement ou en totalité issu de l’article de Wikipédia en italien intitulé « Chiesa della Trinità dei Monti » (voir la liste des auteurs).